# El problema agrario
El problema agrario es una obra escrita en 1929 por Pedro Aguirre Cerda, expresidente de la República de Chile, durante su exilio en Europa debido al golpe de Estado de septiembre de 1924.
En el texto se plantea una crítica al modelo agrario del Estado, el cual parecía estar quedando estacando en comparación al apresurado avance que estaba teniendo la industrialización. Es por ello que el expresidente abordó desde una mirada general este tema, tratando de abarcar la mayor cantidad de ámbitos posibles.
El tópico general a través del cual se basan las ideas del autor es la idea de controlar y administrar de una manera óptima las tierras, es decir, sacar el máximo provecho a la actividad agrícola, pudiendo así asegurar el desarrollo de Chile. Como el mismo Pedro Aguirre Cerda dice en su libro “Un impulso colectivo, organizado con todas las fuerzas particulares, y del Estado en cooperación, dirigido a la óptima producción interna y su expansión hacia el exterior en la agricultura y su industria derivada, produciría un sentimiento de engrandecimiento común que despertaría legítimas ambiciones del progreso nacional.”
Esta obra puede comprenderse como una importante reflexión a nivel nacional ante la discusión pública relativa al creciente desafío alimentario chileno durante la primera mitad del siglo XX, contexto donde pueden destacarse además de Pedro Aguirre Cerda autores como Luis Correa Vergara, Moisés Poblete Troncoso y Adolfo Matthei Schwarzenberg.

## Antecedentes

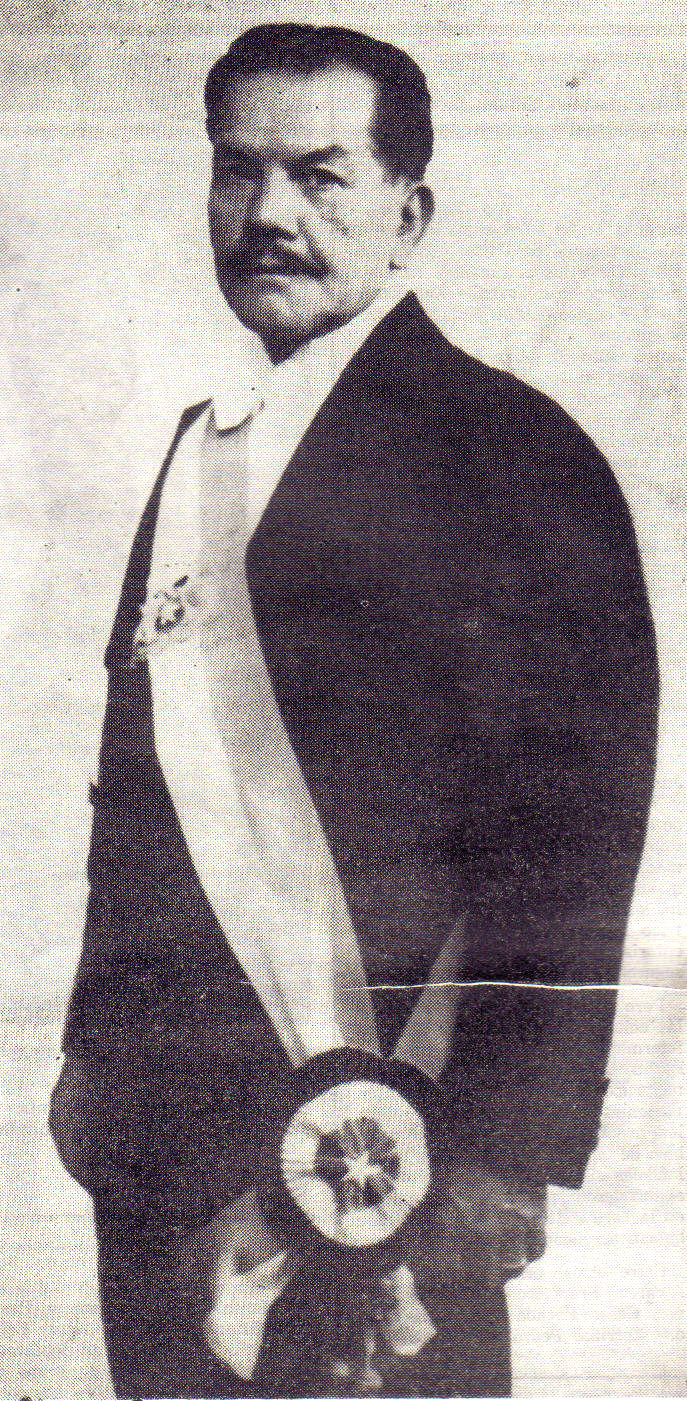
Pdte.Aguirre Cerda

Pedro Aguirre Cerda fue para algunos un visionario en sus tiempos, capaz de mirar hacia el futuro y proponer políticas del ámbito agrícola, aún sin ser experto. Inclusive hay quienes recalcan la necesidad de personas como él o con sus cualidades en la actualidad 
No es secreto la gran amistad que Pedro Aguirre Cerda mantenía con la ganadora del premio Nobel de literatura Gabriela Mistral, persona a la cual fue dedicado con afecto esta obra. Con la cual compartía su pasión por la educación, llegando incluso, durante su mandato, a realizar la construcción de 500 escuelas 
Como se mencionó anteriormente fue durante su exilio en París que Pedro Aguirre cerda escribió esta obra, exilio ocurrido debido al ruido de sables y posterior golpe de Estado que enfrentó en 1924-1925 el expresidente Arturo Alessandri Palma (Antecesor de Aguirre Cerda). La publicación de la obra se destacó principalmente por poner énfasis en racionalización de los procesos productivos, la necesidad de la asociación entre los agentes económicos y una moderada acción directiva del Estado.
Lo que lograría realizando una reseña de la forma en que algunos gobiernos intentan confrontar las problemáticas económicas del último tiempo, tanto antes y después de la Primera Guerra Mundial y las repercusiones de la revolución industrial, temas que son frecuentemente reflexionados a lo largo del texto, tomado como uno de los principales ejes de comparación y ejemplo de las grandes naciones. La intención de tomar estos distintos gobiernos como ejemplo, es llevar hasta Chile el conocimiento de ellos, tanto en sus investigaciones, técnicas, y métodos.
Todo esto con la intención de fomentar tanto en el Estado como en la población agrícola y comerciantes la motivación de organizarse, discutir y poner en marcha planes para sacar el mayor provecho posible a los potenciales económicos del país, teniendo como principal objetivo la producción de alimentos y materias primas exportables hacia los países industriales. Pudiendo así, aun siendo un país pequeño, producir excedentes que permitieran el crear un camino hacia el desarrollo social y económico.
Como fin, la obra busca plasmar la necesidad por parte del Estado de redistribuir las tierras improductivas y que su propio programa de gobierno contemplara la reforma agraria, la que nunca llegó a efectuarse en estos años.

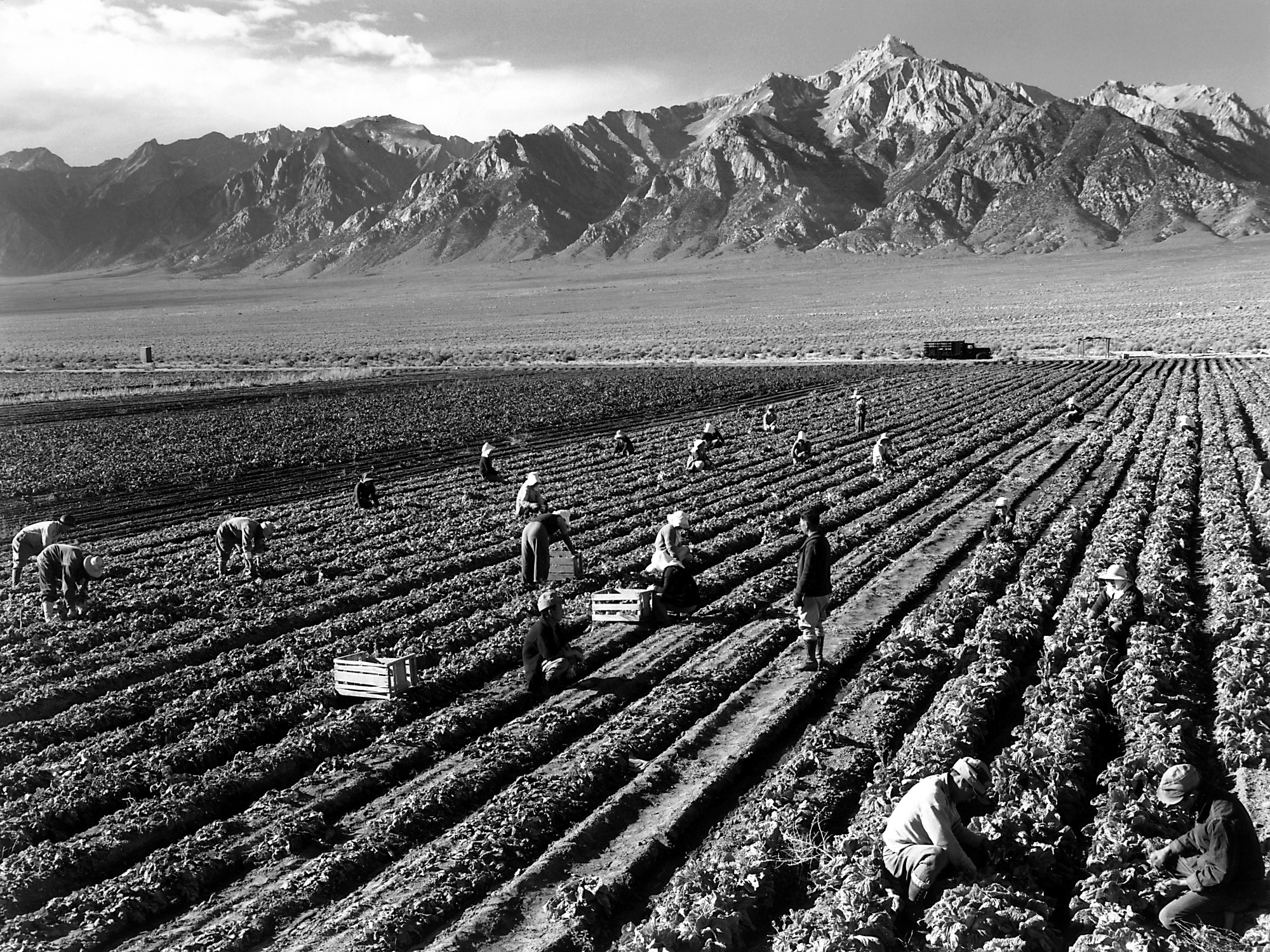
Ansel Adams - Farm workers and Mt. Williamson

## Temas Principales

### Actividad agrícola
La actividad agrícola, término comúnmente usado para denominar a todas aquellas actividades o circunstancias que se ven envueltas en la actividad de cultivar y de cosechar materias primas que puedan ser luego utilizadas por el ser humano como alimentos, ropas, abrigo y/o la venta. La palabra agrícola proviene de la palabra agricultura, es decir de la cultura de cultivar y de trabajar la tierra, una de las actividades más importantes para la subsistencia humana ya que le permite no depender de manera tan directa de lo que le ofrece la naturaleza si no de proveerse a sí mismo con su propio alimento.
Es desde esta antigua actividad que se sustenta el argumento de Pedro Aguirre Cerda, entendiéndola tanto como una actividad como una tecnología que será, según él, la impulsora del modelo económico del país, ayudándolo a progresar como un país pequeño en vías del desarrollo, para ello realiza una revisión de la actividad agrícola a lo largo de su exilio, destacando enunciados que él toma como ejemplo a seguir para poder producir de manera óptima el potencial que nos entrega la tierra. Por ejemplo: “La racionalización de la actividad productora, que toma una importancia siempre creciente, y que constituye en adelante en los principales países, así como en el dominio internacional una disciplina específica, interesa en su más alto grado de la agricultura” con esta cita el autor quiere resaltar la importancia que ha tenido la racionalización de las actividades, en este caso productoras, dentro de los grandes países, intentado llevar esta medida a la producción local, la cual como ya sabemos es la actividad agrícola, ya que al ser un país pequeño no podemos competir con la fuerza productora industrial, pero si podemos sacar de ella sus tecnologías de optimización y maximización de los recursos disponibles para generar un aprovechamiento a tope de las tierras. Es por ello que el autor comprende “que los países nuevos, de escasa población, deban basar buena parte de su desarrollo en el óptimo aprovechamiento de sus fuerzas, para explotar sus riquezas naturales y compensar la internación de artículos manufacturados en el extranjero". 
Así como también se sustenta en el director del instituto de Pommeritz (Sajonia), el profesor Derlitzski quien ha demostrado que la mayoría de los métodos de orientación científica pueden servir también a la agricultura, señalando que una “formación previa de un plan de trabajo, edificación adecuada, estudio de maquinarias y herramientas, selección del trabajador, condiciones del trabajo, cooperación del técnico y del obrero, estudio de las pausas, alimentación del trabajador, etc., son cuestiones de uso y actual investigación y aplicación a la agricultura. La racionalización de la agricultura permitiría una mejor utilización de los capitales de los agricultores, una mejor utilización de los trabajadores agrícolas y una mejor organización comercial entre los agricultores.” Con esto demostrando que la agricultura es una tecnología altamente moldeable, a la cual se le pueden modificar diferentes características para su mejor implementación y constante mejoramiento. Es tanto a la tecnología en sí que se le puede realizar estas optimizaciones como a los propios trabajadores que están inmersos en la actividad, es por ello que el autor señala que la “especialización y estabilidad de los trabajadores de la finca, el más grande desarrollo posible en la ejecución mecánica de los trabajos, comprendido el modo de reducir al mínimo, constituyen los principios fundamentales de la organización científica del trabajo de agricultura.” es por ello que una menor cantidad de personas trabajando, pero que estén mejor entrenados en la materia rendirán mucho mejor que muchos hombres que no tienen idea de lo que hacen, desaprovechando así tiempo, tierra y dinero.

### Industria vs. Estado
En la obra de Pedro Aguirre Cerda, la industria es planteada como el novum de la sociedad, el cual es la premisa de los grandes países, el ejemplo del progreso y el éxito, pero en ningún momento la intención del autor es igualar esta tecnología, sino tomarla como punto de referencia y desde allí realizar comparaciones, para poder situar a Chile, un pequeño país recién comenzando, en vías de su desarrollo.
La industria en Chile surge en 1860, de la mano de la expansión económica ligada a la exportación de trigo, plata y cobre. Se instalan en Chile los primeros establecimientos industriales. El nacimiento de esta industria facilita en Chile la creación de diversos recursos para el hombre y la misma industria, como es el caso de la industria ferroviaria, que ya para 1918 contaba con 45 empresas de tranvías y 389,5 kilómetros de vía ferroviaria. Como podemos dar cuenta por las fechas, para cuando Aguirre Cerda escribía su obra, la industria ya existía en Chile, pero no era la gran actividad capaz de sustentar al país y no era capaz de competir con las grandes industrias de los países desarrollados, es por ello que sugiere seguir las pautas de las potencias para poder dirigir mediante la actividad agrícola a Chile hacia un progreso seguro.
La relación entre la industria y el Estado que se desarrolla a lo largo de la obra, es una constante comparación crítica que busca relucir lo mejor de ambas partes, para implementar ese resultado en la práctica de la actividad agrícola, es por ello que lo que encontramos constantemente es una crítica de como el estado debería comportarse sobre la base de los desarrollos de la actividad industrial. En otras palabras, se busca que el estado sea capaz de identificar las fortalezas y debilidades de la industria, separarlas de ella, investigarlas y en lo posible mejorarlas, para así tener un resultado que sea posible de implementar en la actividad agrícola. 
Una de las mayores críticas es la poca investigación hacia la práctica agrícola, la poca atención que se le presta a esta actividad, siendo que podría ser la impulsora de todo un modelo económico capaz de llevar al país a instancias de desarrollo. Se busca que como en la industria, se capacite y especialice a los obreros, que cada uno cumpla una función determinada dentro del campo, para así aprovechar mejor las cualidades de las personas y por ende producir de mejor manera, creando mayores excedentes que los existentes. Esta crítica se basa principalmente en que la industria invierte fuertemente en la investigación, y lo hace desde distintas perspectivas como la medicina, la física, la química, etc. Siempre con la intención de optimizar sus recursos para una mejor producción. Por ejemplo, en la actividad agrícola, una inversión en estas áreas significaría un mejor conocimiento del suelo en el que se trabaja, un mejor manejo de las relaciones entre trabajadores, optimización en el uso de las semillas, entre un amplio etcétera. 
Otra de las principales críticas es la poca astucia que se tiene como actividad agrícola, es decir, el autor plantea que una de las mejores maneras para poder surgir como país es el utilizar a la industria. En otras palabras, lo que busca señalar es que no tan solo hay que utilizar a la industria como un modelo a seguir para alcanzar el éxito, sino que también hay que usarla como un medio. Para esto se basa en la premisa de que la industria para producir sus productos finales necesita de materia prima, y es en este punto donde entra la actividad agrícola chilena, el autor señala que la producción agrícola debe tanto solventar las necesidades del país como la de los grandes países y sus industrias, utilizar los excedentes y comercializarlos con las grandes industrias, el objetivo de esto es llegar a ser o crear el combustible para estas grandes industrias, que no son capaces, o al menos no es su prioridad, producir las materias primas.

### Aprovechamiento de tierras
El aprovechamiento de las tierras toma una posición importante en esta discusión, ya que es la base para una buena administración y generación de recursos para el Estado.

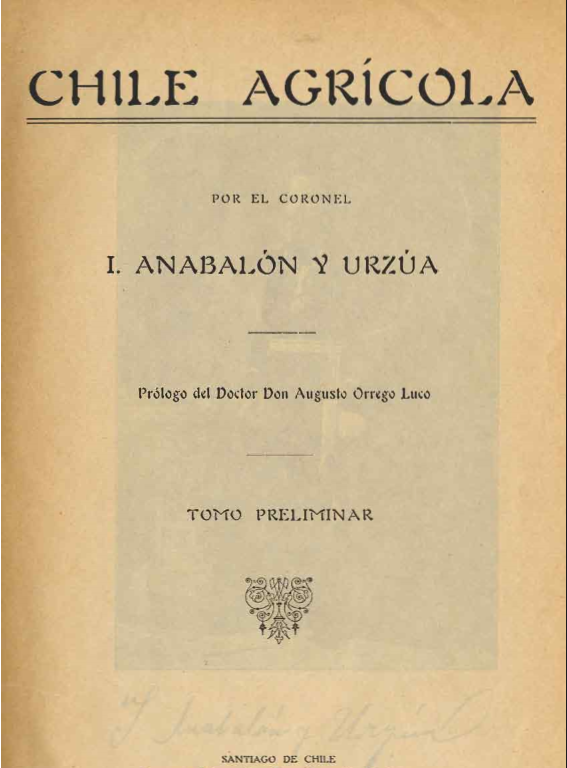
Portada de libro "Chile Agrícola" de Anabalón y Urzúa, Santiago: Imprenta Moderna, 1922.

Y es por lo mismo que la primera crítica que realiza el autor es al desconocimiento por parte del estado tanto de las tierras, como de sus cualidades, inclusive existiendo en ese entonces tierras inexploradas, es por ello que el autor resalta lo que han sido los mismos extranjeros quienes en la poca preocupación por parte del estado quienes han investigado dichas tierras, concluyendo que si se fuesen aprovechadas de una manera óptima, tendrían tanto potencial como la industria salitrera del país, pero que aun así el estado no tomaba cartas en el asunto, desperdiciando así grandes cantidades de hectáreas ricas en nutrientes.
Como podemos ver la actividad agrícola posee un potencial tremendo, que es desaprovechado de una manera brutal por el estado, desde allí nace la motivación de este autor por escribir una obra, que sin ser experto en el área busca crear un bosquejo de la situación actual, en ese entonces, e intentar ayudar realizando un crítica al sistema económico del país. Después de todo la agricultura en un país como Chile es de una importancia vital, como lo señalan en el texto “Chile Agrícola” de Anabalón y Urzúa, “somos un país agrícola, eminentemente agrícola. La agricultura es la madre de Chille; si ella dejara de proveer cotidianamente nuestros hogares; nosotros sucumbiríamos”
Además del evidente desaprovechamiento que ocurría en las tierras, resultaba costoso llevar a cabo esta actividad, ya sea por fenómenos ya nombrados anteriormente como la falta de investigación y especialización, como factores más técnicos, tales eran según el texto “La agricultura en Chile en los últimos 50 años” de Teodoro Schneider, la carencia absoluta de ferrocarriles, que se suman a que en durante el invierno se detenía por absoluto el transporte debido a lo deplorable del mismo, teniendo en cuenta que ese transporte eran carreta y mula, los únicos medios y a la vez eran lentos y caros. A modo de graficar la situación, una milla cargaba a penas en promedio 12 a 14 arrobas, y en una jornada se alcanzaba raras veces a andar más de 8 a 10 leguas.
Uno de los objetivos del texto es señalar el desaprovechamiento de las tierras, y la intervención que debería realizar el Estado. Según el autor una vez que el Estado chileno realiza estudios y reconoce su terreno y las cualidades de cada uno, se da cuenta de que son demasiados los terreros, propiedades de privados, que están siendo desaprovechados, y que como Estado se debía hacer algo, y ese algo era la expropiación, la cual se define en simples palabras como conducta desarrollada por la administración pública para privar a una persona de la titularidad de un bien a cambio de una indemnización. Según el autor la expropiación de tierras era necesaria para el bien del Estado y su progreso, ya que un privado que no trabaje, explote o edifique sus tierras es comparable con un soldado que deja que su rifle se oxide con el tiempo. Es por ello que se debía expropiar las tierras que no estuvieran siendo aprovechadas de la mejor manera por sus dueños. 
Pero no todo es tan fácil y maravilloso para ambas partes, esto quedó en claro durante el gobierno de Alessandri y su reforma agraria donde el Estado se auto asignó una cómoda forma de pago de las expropiaciones, el “pago diferido”, lo cual es una clara señal de que el Fisco chileno, como sus similares extranjeros en casos análogos, hace caer sobre los agricultores, primero, el daño de privarlos forzosamente de sus propiedades y, no contento con eso, deposita sobre sus hombros la carga de financiar con su crédito también forzoso parte del costo de las indemnizaciones que se le adeudan. Además, los objetivos de la reforma agraria ya mencionada son 3; terminar con el latifundio, resolver el problema de la producción e incluir la participación campesina, y la herramienta que utilizaran para realizar esto es la Ley N° 16,640, el aparato del Estado y los Consejos Campesinos, la cual dice que de acuerdo a esto se expropiarán todos los predios que la Ley permita en el menor plazo posible, teniendo en cuenta el volumen de recursos que se dispone y las otras tareas que es necesario realizar. Pero, contrariamente a la costumbre de los gobiernos anteriores, este programa no lo va a enfrentar el gobierno solamente; no hace el Gobierno una reforma agraria “para” los campesinos, sino que se ha buscado la forma para que se generen las estructuras necesarias y todos los campesinos participen en la dirección de la reforma agraria.
Pero podemos ver que no solo Aguirre Cerda era uno de los interesados en estos asuntos, pues la Corporación de Fomento de la Producción, CORFO, diseñó en 1940 el “Plan de acción inmediata para la agricultura y explotaciones afines”, señalando cual debía ser la forma de encarar los problemas del país en este ámbito. Los puntos tratados en este documento son 10:
1. Enseñanza, técnica y experimentación. Traída de técnicos extranjeros. Envió de Agrónomos al exterior. Campos experimentales.
2. Mejoramiento de semillas y plantas. Genética. Selección mecánica.
3. Mecanización de labores agrícolas. Fabricación nacional de maquinaria estandarizada. Importación de maquinaria. Ensayo de nuevos tipos de maquinaria.
4. Uso intensivo de fertilizantes
5. Regadío
6. Desarrollo de nuevos cultivos y plantaciones (textiles, oleaginosas, forrajes, sacarinas, fruticultura, vinicultura, forestación)
7. Aumento de la producción animal (carne, leche, huevos, etc.)
8. Sanidad animal y vegetal
9. Aprovechamiento integral de la producción (tratamiento de los sobrantes y de los subproductos)
10. Mejoramiento de almacenaje y transporte[18]